# Grumman G-164 Ag-Cat
Grumman G-164 Ag-Cat – samolot rolniczy skonstruowany w USA.
Samolot został zaprojektowany w początkach lat 50. Swój pierwszy lot odbył w 1957. Pierwsze 400 sztuk wyprodukowano z otwartymi kokpitami i szeroką gamą silników. Następnie udoskonalano konstrukcję dodając bardziej niezawodne i silniejsze silniki, przez co powstawały nowe wersje:
- G-164A Super Ag-Cat
- G-164B Ag-Cat Super B Turbine

## Osiągi (wersja Super B Turbine)
- Prędkość podczas rozpylania: 210 km/h

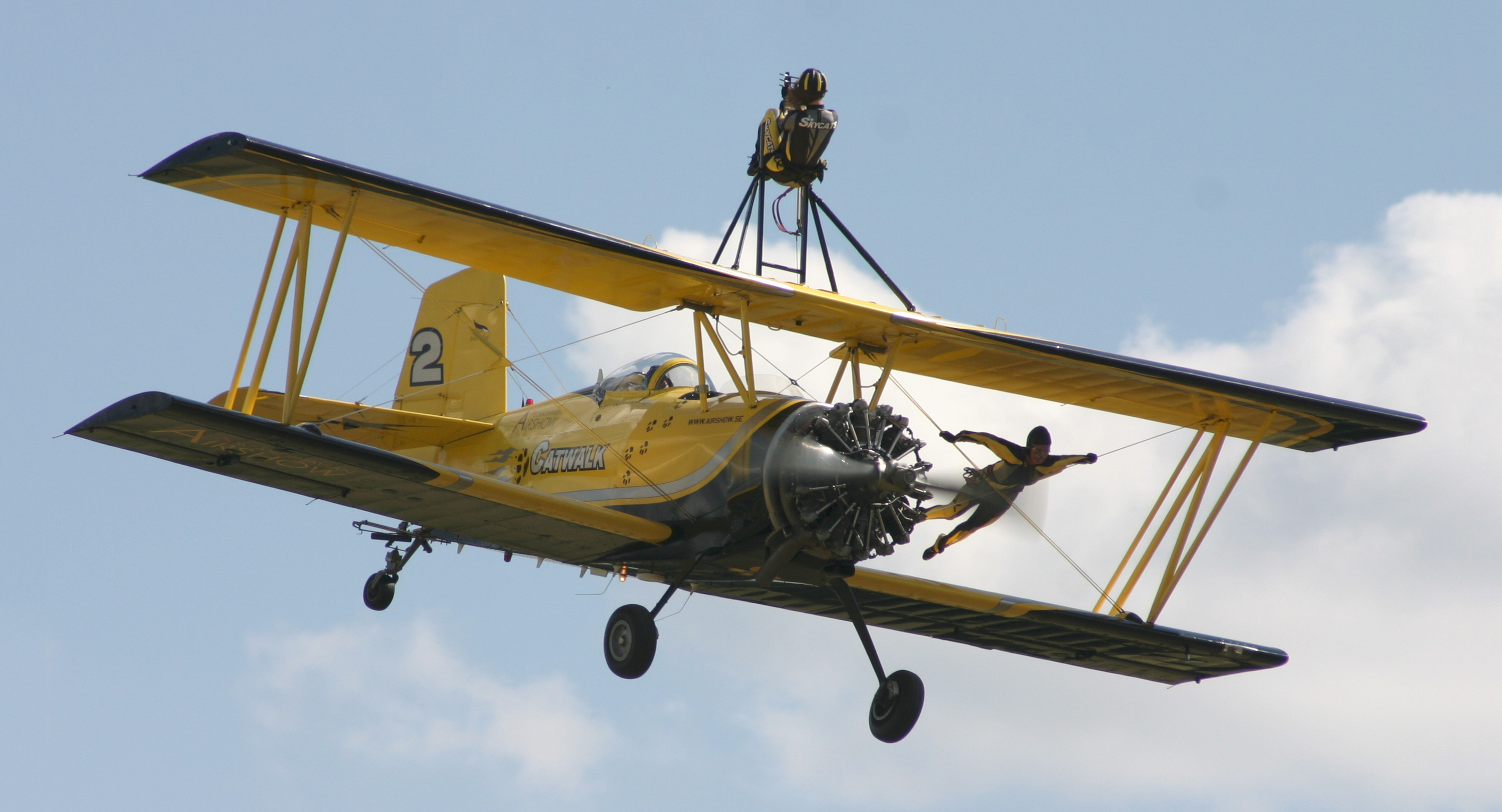
Grumman G-164A Ag-Cat podczas Międzynarodowego Pikniku Lotniczego „Góraszka” w 2007